# 4385 Elsässer
4385 Elsässer este un asteroid din centura principală, descoperit pe 24 septembrie 1960 de Cornelis van Houten și Tom Gehrels.